# نمودار شمعی
نمودار شمعی (به انگلیسی: candlestick chart) یا نمودار شمعی ژاپنی یکی از انواع نمودارهای مالی است که برای توصیف حرکت اوراق بهادار، ابزار مشتقه یا واحد پول به کار می‌رود. نمودار شمعی ساختاری شبیه نمودار خطی دارد اما به خاطر این‌که فشار خرید یا فشار فروش را به صورت بصری نشان می‌دهد امکان تشخیص بازهٔ معاملاتی مثبت یا منفی را آسان می‌کند.
نمودارهای شمعی را می‌توان در بازه‌های زمانی یک ثانیه تا یک ماه نمایش داد که نشانگر چهار دادهٔ قیمتی هستند: بالاترین قیمت کندل، پایین‌ترین قیمت، قیمت بازشدن و قیمت بسته شدن. کندل‌های قیمتی یا صعودی هستند یا نزولی یا خنثی. درواقع اگر قیمت بسته شدن کندل، بالای قیمت باز شدنِ آن باشد، قیمت صعودی است. اگر قیمت بسته شدن پایین قیمت باز شدن شدن باشد، کندل و قیمت آن نزولی است. اگر قیمت بازشدن و بسته شدن یکسان باشد (یا فاصله‌شان ناچیز باشد)، کندل قیمتی خنثی است که نشان از برابری قدرت خریداران و فروشندگان دارد.
الگوهای کندلی به دو دسته تقسیم می‌شوند: الگوهای بازگشتی که به عنوان هشداری برای تغییر روند فعلی قیمت در نظر گرفته می‌شوند. الگوهای ادامه دهنده که با ظاهر شدن آنها در نمودارهای قیمتی انتظار ادامه حرکت قبلی روند به وجود می‌آید.

## هیکین آشی
هیکین آشی (به ژاپنی: 平均足) به معنی میانگین نوار یکی از انواع نمودارهای شمعی است که با فرمول زیر محاسبه می‌شود:
- پایانی: (آغازین + سقف + کف + پایانی) / ۴ این فرمول میانگین قیمت کندل را نشان می‌دهد.
- آغازین: (قیمت آغازین کندل قبلی + قیمت پایانی کندل قبلی) / ۲ این فرمول حد وسط کندل قبلی است.
- سقف: حداکثرِ (سقف، آغازین، پایانی) این فرمول بالاترین مقدار این سه مورد را به دست می‌آورد.
- کف: حداقلِ (کف، آغازین، پایانی) این فرمول پایین‌ترین مقدار این سه مورد را به دست می‌آورد.

هیکین مشخص کننده محدودهٔ قیمت از بالاترین عدد معامله تا پایین‌ترین عدد معامله در یک زمان مشخص است و آشی به معنای محدوده بازشدن و بسته شدن قیمت در یک زمان مشخص است.

## تاریخچه کندل استیک‌های ژاپنی
اولین بار کندل استیک‌ها در قرن ۱۸ میلادی توسط مونیهیسا هوما (Honma Munehisa)، یک معامله گر برنج ایجاد شدند. کندل استیک‌ها توسط استیو نیسون (Steve Nison) در کتاب تکنیک‌های کندل استیک‌های ژاپنی به غرب منتقل شدند. اولین بار، کتاب استیو نیسون در سال ۱۹۹۱ منتشر شد.